# Trap Lord
Trap Lord è il primo album discografico del rapper statunitense ASAP Ferg ed è stato pubblicato il 2 agosto 2013 da Polo Grounds Music e RCA Records. All'album hanno collaborato, fra gli altri, ASAP Rocky, Bone Thugs-n-Harmony, French Montana, Trinidad James, Schoolboy Q, Waka Flocka Flame, B-Real e Onyx.
L'album è stato supportato dalla pubblicazione di tre singoli: il remix di Work con ASAP Rocky, Schoolboy Q, Trinidad James e French Montana e il pezzo di maggior successo, Shabba, con ASAP Rocky e Hood Pope. L'album ha ottenuto giudizi positivi dalla critica ed ha debuttato al numero 9 del Billboard 200.

## Tracce
1. Let It Go – 4:42 (Darold Brown, Vaquan Wilkins) – Highdefrazjah
2. Shabba (featuring ASAP Rocky) – 4:35 (Brown, Herschell Gordon Lewis, Rakim Mayers, Curtis Samuel, Matthew Washington) – Snugsworth
3. Lord (featuring Bone Thugs-n-Harmony) – 5:17 (Brown, Crystal Caines, Anthony Henderson, Stanley Howse, Steven Howse, Bryan McCane, Ozhora Miyagi) – Crystal Caines, Ozhora Miyagi (add.)
4. Hood Pope – 3:30 (Brown, Chris Basham, Tashfiqur Patwary, Jeff Washington) – Veryrvre
5. Fergivicious – 3:50 (Brown, Mostafa Robaee) – Versa Beatz
6. 4:02 – 3:35 (Brown, Frank Parra) – Frankie P
7. Dump Dump – 3:34 (Brown, Patricio Contreras) – P On The Boards
8. Work (Remix) (featuring ASAP Rocky, French Montana, Trinidad James & Schoolboy Q) – 4:43 (Brown, Quincy Hanley, Karim Kharbouch, Mayers, Steven Pugh, Nicholas Williams) – Chinza, Fly Beats
9. Didn't Wanna Do That – 2:44 (Brown, Luis Gonzalez, Parra, Toledano Salinas) – Frankie P
10. Murda Something (featuring Waka Flocka Flame) – 3:19 (Brown, Isaac de Boni, Rico Love, Juaquin Malphurs, Nikolas Marzouca, Michael Mule, James Scheffer) – Jim Jonsin, Finatik N Zac, Rico Love
11. Make a Scene (featuring Maad*Moiselle) – 2:57 (Brown, Parra) – Frankie P
12. Fuck Out My Face (featuring B-Real, Onyx & Aston Matthews) – 3:56 (Brown, Louis Freese, Kirk Jones, Aston Matthews, Parra, Fred Scruggs, Tyrone Taylor) – Frankie P
13. Cocaine Castle – 4:26 (Brown, Spencer Sleyon) – High Class Filth, Napolian